# Yoldiella kaikonis
Yoldiella kaikonis is een tweekleppigensoort uit de familie van de Yoldiidae. De wetenschappelijke naam van de soort is voor het eerst geldig gepubliceerd in 2005 door Okutani & Fujiwara.